# スチュワート・シンク
スチュワート・シンク（Stewart Cink, 1973年5月21日 - ）は、アメリカ・アラバマ州ハンツビル出身の男子プロゴルファー。2009年の全英オープンゴルフ優勝者になった選手である。世界ゴルフ選手権シリーズでも2004年のNECインビテーショナルで優勝経験があり、アメリカを代表するプロゴルファーの1人として活動してきた。これまでにPGAツアーで2009年全英オープンを含む6勝を挙げ、国際試合では1996年と1999年に「メキシカン・オープン」で2勝を挙げている。世界ランキング自己最高位は5位（2008年7月）。身長193cm、体重93kgの大型選手。
シンクは両親ともゴルフのシングル・プレーヤー（ハンデキャップ1桁台）という家庭に生まれ、幼少時からゴルフに親しんで育った。彼が通ったジョージア工科大学のゴルフ部には、1学年先輩にデビッド・デュバルがいた。大学卒業後の1995年にプロ入りし、2年後の1997年7月に「キヤノン・グレーター・ハートフォード・オープン」でPGAツアー初優勝を果たす。これにより、彼はPGAツアーの1997年度「最優秀新人賞」を授与された。1999年の全米プロゴルフ選手権において、彼は初めてゴルフメジャー大会の優勝争いに加わった。開催コースはアメリカ・イリノイ州メディナにある「メディナ・カントリークラブ」（パー72）で、シンクはタイガー・ウッズとセルヒオ・ガルシアに続く3位につけた。2000年4月、マスターズ終了直後の「MCIクラシック」でツアー2勝目を獲得する。
2001年の全米オープンは、シンクのゴルフ経歴の中でもつらい敗北だった。オクラホマ州タルサにある「サザンヒルズ・カントリークラブ」（パー70）の最終ラウンドで、彼は 5 アンダーパーで最終18番ホールを迎えたが、最後にダブルボギーをたたいてしまう。その結果、シンクは 4 アンダーパー（-4, 276ストローク）で並んだレティーフ・グーセン（南アフリカ）とマーク・ブルックス（アメリカ）とのプレーオフ進出を逃し、3位に終わった。 このショックが尾を引き、彼はしばらくの間低迷に陥る。3年後の2004年、シンクは「MCIヘリテージ」（2000年当時の「MCIクラシック」から大会名称変更）で4年ぶり2度目の優勝を果たし、ツアーでも4年ぶりの3勝目を挙げた。この年は8月中旬の世界ゴルフ選手権シリーズ第2戦・NEC招待でも優勝があり、自身初の年間2勝獲得で賞金ランキング5位に入った。
2008年2月、シンクは世界ゴルフ選手権シリーズ第1戦のアクセンチュア・マッチプレー選手権で初の決勝に勝ち進んだが、世界ランキング1位のタイガー・ウッズに 8 アンド 7 の大差で完敗し、準優勝に終わった。それからマスターズで自己最高の3位に入り、6月の「トラベラーズ選手権」で4年ぶりのPGAツアー5勝目を挙げる。2009年の全英オープンで、スチュワート・シンクはついに宿願のメジャー大会初優勝を達成した。開催コースはスコットランド・ターンベリーにある海沿いの「アイルサ・コース」（パー70）であった。シンクは4日間通算 2 アンダーパー（-2, 66＋72＋71＋69＝278ストローク）のスコアで回り、26年ぶり6度目の優勝を目指した59歳のトム・ワトソンとプレーオフを戦った。全英オープンのプレーオフは（途中経過いかんにかかわらず）4ホールで行われるが、シンクはプレーオフでミスを重ねたワトソンを退け、メジャー初優勝。

## プロ優勝歴 (16)

### PGAツアー (8)
| Legend               |
| メジャー大会 (1)     |
| 世界ゴルフ選手権 (1) |
| Other PGA Tour (5)   |

| No. | Date         | Tournament                  | 優勝スコア            | 打差      | 2位（タイ）                                                |
| --- | ------------ | --------------------------- | --------------------- | --------- | ---------------------------------------------------------- |
| 1   | Jul 27, 1997 | Canon Greater Hartford Open | −13 (69-67-65-66=267) | 1 stroke  | トム・バイラム, ブランデル・チャンブリー, ジェフ・マガート |
| 2   | Apr 16, 2000 | MCI Classic                 | −14 (71-68-66-65=270) | 2 strokes | トム・レーマン                                             |
| 3   | Apr 18, 2004 | MCI Heritage (2)            | −10 (72-69-69-64=274) | Playoff   | テッド・パーディ                                           |
| 4   | Aug 22, 2004 | WGC-NECインビテーショナル   | −11 (63-68-68-70=269) | 4 strokes | ロリー・サバティーニ, タイガー・ウッズ                     |
| 5   | Jun 22, 2008 | トラベラーズ選手権 (2)      | −18 (66-64-65-67=262) | 1 stroke  | トミー・アーマー3世, ハンター・メイハン                    |
| 6   | Jul 19, 2009 | 全英オープン                | −2 (66-72-71-69=278)  | Playoff   | トム・ワトソン                                             |
| 7   | Sep 13, 2020 | セーフウェイ・オープン      | −21 (67-70-65-65=267) | 2 strokes | Harry Higgs                                                |
| 8   | Apr 18, 2021 | RBCヘリテージ (3)           | −19 (63-63-69-70=265) | 4 strokes | Emiliano Grillo, Harold Varner III                         |

### ナイキツアー (3)
| No. | Date         | Tournament             | 優勝スコア            | 打差      | 2位（タイ）                           |
| --- | ------------ | ---------------------- | --------------------- | --------- | ------------------------------------- |
| 1   | Jun 23, 1996 | NIKE Ozarks Open       | −16 (68-67-69-68=272) | Playoff   | R・W・イークス                        |
| 2   | Sep 8, 1996  | NIKE Colorado Classic  | −16 (67-68-67-66=268) | 1 stroke  | David Berganio, Jr., Michael Christie |
| 3   | Oct 20, 1996 | NIKE Tour Championship | −7 (66-71-71-73=281)  | 4 strokes | David Berganio, Jr.                   |

### その他 (5)
- 1996 メキシカン・オープン
- 1999 メキシカン・オープン
- 2006 ウェンディーズ3ツアー・チャレンジ（PGAチーム）
- 2007 CVS Caremark Charity Classic (with J.J.ヘンリー)
- 2013 PNC Father Son Challenge (with son Connor)